# قائد القوات الخاصة النازية
قائد القوات الخاصة النازية (بالألمانية: Reichsführer-SS) ( تُلفظ بالألمانية: [ˈʁaɪçsˌfyːʁɐ ˈɛs ˈɛs]  ( سماع)، تترجم حرفيا. "زعيم الرايخ-إس إس" ) منصب ورتبة خاصة كانت مستعملة بين سنوات 1925 و1945 لقائد شوتزشتافل (إس إس). كان فوهرر الرايخ-إس إس هو اللقب من 1925 إلى 1933، ومن 1934 إلى 1945 كان أعلى رتبة في شوتزشتافل. حمل هاينريش هيملر لقب ورتبة فوهرر الرايخ-إس إس لأطول فترة خدمة وأبرز حامليها.

## تعريف
كان فوهرر الرايخ-إس إس أو زعيم الرايخ-اس اس كلاهما يمثل اللقب ورتبته. تم إنشاء أول لقب لفهرر الرايخ في عام 1926 من قبل جوزيف برتشتولد. في عام 1929، أصبح هاينريش هيملر فوهرر الرايخ-إس إس، ومنح إلى نفسه هذا اللقب بدلا من رتبته الاس اس العادية. وعين نفسه قائدا للقوات الخاصة بلقبه الجديد الرايخ فهرر-SS.
في عام 1934، أصبح لقب هيملر يحمل تلك الرتبة فعليا بعد ليلة السكاكين الطويلة. من تلك النقطة، وأصبح أوبر غروبن فوهرر-إس إس أعلى رتبة في قوات الأمن الخاصة، واعتبر ما يعادل مارشال مشير في الجيش الألماني. لم يكن هناك أكثر من شخص يحمل لقب فوهرر الرايخ-إس إس في آن واحد، أصبحت رتبته الفعلية من عام 1934 حتى عام 1945. 
قبل ليلة السكاكين الطويلة، كانت قوات الأمن الخاصة فيلق لكتيبة العاصفة)، وكان فوهرر الرايخ-إس إس تابعًا لستابشيف. في 20 يوليو 193 ، كجزء من عملية تطهير كتيبة العاصفة، أصبح شوتزشتافل فرعًا مستقلًا للحزب النازي، مسؤولا فقط من هتلر. من تلك النقطة فصاعدًا، أصبح لقب فوهرر الرايخ-إس إس هو الترتيب الفعلي، وفي الواقع كان أعلى رتبة في النقطة .  في هذا المنصب، كان هيملر على الورق مكافئ لرتبة فيلد مارشال في الجيش الألماني. نظرًا لتنامي موقع وسلطة هيملر في ألمانيا النازية، فقد أرتفعت رتبته بالمعنى «الفعلي».  علاوة على ذلك، لم يكن هناك أكثر من فوهرر الرايخ-إس إس في أي وقت، حيث شغل هيملر منصب لقبه الشخصي من عام 1929 (أصبح رتبته الفعلية في عام 1934) حتى أبريل 1945. 

## متقلدو المنصب
بشكل عام، كان خمسة أشخاص يحملون لقب فوهرر الرايخ-إس إس خلال العشرين عامًا من وجوده. شغل ثلاثة أشخاص هذا المنصب كمنصب بينما حصل اثنان على الرتبة. 

 صورة
| 1 | يوليوس شريك    | يوليوس شريك (1898–1936)    | 4 April 1925   | 15 April 1926  | 1 سنة و11 أيام     | NSDAP | [ 4 ] |
| 2 | جوزيف برتشتولد | جوزيف برتشتولد (1897–1962) | 15 April 1926  | 1 March 1927   | 320 أيام           | NSDAP | [ 4 ] |
| 3 | إرهارد هايدن   | إرهارد هايدن (1901–1933)   | 1 March 1927   | 6 January 1929 | 1 سنة و311 أيام    | NSDAP | [ 4 ] |
| 4 | هاينريش هيملر  | هاينريش هيملر (1900–1945)  | 6 January 1929 | 29 April 1945  | 16 سنوات و113 أيام | NSDAP | [ 4 ] |
| 5 | كارل هانكه     | كارل هانكه (1903–1945)     | 29 April 1945  | 8 June 1945    | 40 أيام            | NSDAP | [ 4 ] |

عُيِّن هانك قائدًا لقوات الأمن الخاصة في أبريل 1945، لكن لم يتم إخطاره حتى أوائل مايو. قُتل في 8 يونيو 1945 أثناء محاولته الهرب من معسكر أسرى الحرب التشيكي. تكهن المؤرخون في كثير من الأحيان أن راينهارد هايدريش كان سيحصل الرتبة في نهاية المطاف لو تم قتل هيملر بطريقة أو بأخرى من منصبه في وقت سابق في الحرب العالمية الثانية، وفي الواقع كان هايدريش في كثير من الأحيان يعتبر وريث هيملر على ما يبدو من قبل كبار قادة قوات الأمن الخاصة. ومع ذلك، في وظيفة دبلوماسية في إيطاليا في عام 1941، ورد أن هايدريش ذكر أنه لا يرغب في خلافة هيملر. 

## النائب
| الرقم | صورة             | Stellvertretender RfSS                            | تولى المنصب    | ترك المنصب     | مدة شغل المنصب   | مرجع  |
| ----- | ---------------- | ------------------------------------------------- | -------------- | -------------- | ---------------- | ----- |
| ?     | هاينريش هيملر    | SS-Oberführer هاينريش هيملر (1900–1945)           | September 1927 | 6 January 1929 | 1 سنة و4 شهور    | [ 6 ] |
| ?     | راينهارد هايدريش | SS-Obergruppenführer راينهارد هايدريش (1904–1942) | 17 June 1936   | 4 June 1942 †  | 5 سنوات و11 شهور | [ 7 ] |

### اقتباسات
1. 1 2 3  McNab 2009.
2. ↑  Weale 2010.
3. ↑  Kershaw 2008.
4. 1 2 3 4 5  McNab 2009، صفحات 16, 17.
5. ↑  Yerger 1997.
6. ↑  McNab 2009، صفحة 18.
7. ↑  McNab 2009، صفحات 17, 23, 151.